# Francisco Bosch
Francisco Bosch (* 5. Oktober 1982 in Valencia) ist ein spanischer Balletttänzer und Filmschauspieler.
Bosch erhielt zuerst eine Ausbildung zum Flamenco-Tänzer am Konservatorium seiner Heimatstadt Valencia, bevor er 1995 an das Conservatorio de Danza von Madrid wechselte, wo er seine Ausbildung zum klassischen Balletttänzer abschloss. Er war Tänzer in der Compañía Nacional de Danza von Nacho Duato und tanzt im Englisch National Ballet, London. Bosch lebt offen homosexuell in Madrid.
Boschs Debüt als Filmschauspieler erfolgte 2004 in Oliver Stones Spielfilm Alexander, in dem er den persischen Eunuchen Bagoas – insbesondere in einer verführerischen Tanzszene – darstellte. Diese Rolle hatte er dank der Vermittlung des Filmchoreographen Piers Gielgud erhalten. 2006 kehrte Bosch mit dem Abenteuerfilm King Tut – Der Fluch des Pharao in die Kinos zurück. 2006 spielte er außerdem im Film Nina’s Heavenly Delights mit.

## Filmografie (Auswahl)
- 2004: Alexander
- 2006: King Tut – Der Fluch des Pharao
- 2006: Nina’s Heavenly Delights